# Krystyna Makowska-Ławrynowicz
Krystyna Jolanta Makowska-Ławrynowicz (ur. 16 grudnia 1947) – polska pianistka, kameralistka, profesor Uniwersytetu Muzycznego w Warszawie i Akademii Muzycznej w Łodzi.

## Życiorys
Należy do rodziny o wielopokoleniowych tradycjach muzycznych, mąż Mirosław Ławrynowicz był skrzypkiem, a córka Joanna Ławrynowicz jest pianistką.
Naukę gry na fortepianie rozpoczęła w szóstym roku życia u prof. Hanny Lachertowej. Państwowe Liceum Muzyczne im. Karola Szymanowskiego w Warszawie ukończyła z wyróżnieniem w klasie fortepianu Piotra Lacherta. Po studiach w Państwowej Wyższej Szkole Muzycznej w Warszawie, w klasie fortepianu prof. Marii Wiłkomirskiej, uzyskała dyplom z wyróżnieniem w 1971. W latach 1971–1973 była stypendystką rządów polskiego i austriackiego. Brała także udział w międzynarodowych mistrzowskich kursach pianistycznych i kameralistycznych w Szwajcarii, Niemczech i Austrii.
Jest laureatką międzynarodowych konkursów pianistycznych, m.in. im. Roberta Schumanna w Zwickau (1969), Festwochen w Wiedniu (1972), Ludwiga van Beethovena w Wiedniu (1973) oraz Bayerischer Rundfunk w Monachium (1974).
Występowała z recitalami, koncertami symfonicznymi i kameralnymi w Europie (Niemcy, Austria, Francja, Finlandia, Szwajcaria, Szwecja, Rosja, Holandia, Bułgaria, Jugosławia, Czechosłowacja, Anglia, Turcja, Włochy) oraz w USA (m.in. Carnegie Hall) oraz na Kubie.
Brała udział w wielu festiwalach muzycznych m.in. Festiwalu im. George Sand (Francja) oraz Steirischer Herbst (Austria).
Dokonała jako solistka i kameralistka kilkudziesięciu nagrań m.in. dla Bayerischer Rundfunk, Österreichischer Rundfunk, Radia Kubańskiego, Polskiego Radia i Telewizji oraz nagrań kilku płyt CD z utworami takich kompozytorów polskich, jak Chopin, Moniuszko, Lipiński, Różycki, Zarębski, Zarzycki, Wieniawski, Szymanowski, Swolkień.
Od 1973 pracuje na Uniwersytecie Muzycznym w Warszawie. Na początku drogi muzycznej pracowała w klasie fortepianu prof. Marii Wiłkomirskiej, później w Katedrze Kameralistyki Fortepianowej pod kierunkiem prof. Jerzego Marchwińskiego. W 1979 otrzymała tytuł adiunkta, a w 1990 stanowisko docenta. Od lutego 1992 była profesorem nadzwyczajnym, a od grudnia 2010 jest profesorem zwyczajnym Uniwersytetu Muzycznego Fryderyka Chopina.
W latach 1999–2005 była prorektorem ds. kontaktów zagranicznych AMFC w Warszawie.
Kilkakrotnie pełniła funkcję jurora w ogólnopolskich Konkursach Muzyki Kameralnej w Stalowej Woli, Koszalinie, Bydgoszczy.
Od 1993 współpracując z Mirosławem Ławrynowiczem, współorganizowała Międzynarodowe Kursy Muzyczne im. Zenona Brzewskiego w Łańcucie oraz brała udział w zajęciach i koncertach jako pianistka i tłumaczka. Po śmierci Mirosława Ławrynowicza w 2005 została powołana na stanowisko dyrektorkę artystyczną i naukowego Kursów w Łańcucie. Została również mianowana dyrektorką Ogólnokształcącej Szkoły Muzycznej II stopnia im. Zenona Brzewskiego w Warszawie. Współpracuje z Krajowym Funduszem na rzecz Dzieci. Współorganizuje międzynarodowe kursy Streicherakademie für Kinder w Goch koło Düsseldorfu dla utalentowanych dzieci niemieckich.
Od 1995 jest konsultantką szkolnictwa artystycznego w Departamencie Szkolnictwa Artystycznego Ministerstwa Kultury i Sztuki oraz Centrum Edukacji Artystycznej, którą to funkcję pełni do dziś.
Otrzymała tytuł honorowego obywatelstwa Łańcuta.

## Nagrody i odznaczenia
- Krzyż Kawalerski Orderu Odrodzenia Polski (2011)[7]
- Złoty Krzyż Zasługi
- Medal Komisji Edukacji Narodowej
- Odznaka „Zasłużony dla Kultury Polskiej”
- Dyplom Ministra Kultury i Dziedzictwa Narodowego za wkład wniesiony w światową promocję polskiej wiolinistyki
- Srebrny Medal „Zasłużony Kulturze Gloria Artis”